# Giacomino da Carrara
Pour les articles homonymes, voir da Carrara.
Pour les autres membres de la famille, voir Maison da Carrara.
Giacomino de Carrara (Padoue, ... - 1372) est un seigneur italien du Moyen Âge, frère de Jacopo II da Carrara

## Biographie
Giacomino da Carrara fut proclamé seigneur de Padoue, conjointement avec son neveu Francesco da Carrara, fils de Jacopo II da Carrara. Pendant cinq ans ils maintinrent entre eux la meilleure harmonie, et l'État prospéra par leurs soins réunis; mais au bout de ce temps, Francesco, informé que son oncle avait formé le projet de le faire assassiner, le prévint en l'arrêtant lui-même (1355), et en l'enfermant dans une forteresse où il mourut en 1372.

## Sources
- Marie-Nicolas Bouillet  et Alexis Chassang (dir.), « Giacomino da Carrara » dans Dictionnaire universel d’histoire et de géographie, 1878 (lire sur Wikisource)